# Liste der Monuments historiques in Denain
Die Liste der Monuments historiques in Denain führt die Monuments historiques in der französischen Gemeinde Denain auf.

## Liste der Bauwerke
| Bezeichnung    | Beschreibung             | Standort                       | Kennzeichnung | Schutzstatus | Datum | Bild           |
| -------------- | ------------------------ | ------------------------------ | ------------- | ------------ | ----- | -------------- |
| Grube Mathilde | Erbaut 1831              | 21–29, rue Mathilde (Lage)     | PA59000163    | Inscrit      | 2010  | weitere Bilder |
| Stadttheater   | Erbaut von 1901 bis 1912 | 147/149, rue de Villars (Lage) | PA59000056    | Inscrit      | 2000  | weitere Bilder |